# حفاظت شواهدمحور
حفاظت شواهدمحور یا حفاظت مبتنی بر شواهد، کاربرد شواهد در زیست‌شناسی حفاظت و اقدامات و سیاست‌گذاری‌های مدیریت محیط زیست است. این به عنوان ارزیابی سیستماتیک اطلاعات علمی از نشریه‌ها و متون منتشرشده، بررسی‌شده توسط متخصصان، تجربیات متخصصان، ارزیابی مستقل کارشناسان و دانش محلی و بومی در مورد یک موضوع خاص حفاظت تعریف می‌شود. این شامل ارزیابی اثربخشی فعلی مداخلات مدیریتی مختلف، تهدیدها و مشکلات نوظهور و عوامل اقتصادی است.
حفاظت شواهدمحور بر اساس مشاهداتی سازماندهی شد که تصمیم‌گیری در حفاظت مبتنی بر شهود یا تجربهٔ متخصصان بود و اغلب سایر اشکال شواهد موفقیت‌ها و شکست‌ها (مانند اطلاعات علمی) را نادیده می‌گرفت. این امر منجر به نتایج پرهزینه و ضعیف شده است. حفاظت مبتنی بر شواهد، دسترسی به اطلاعاتی را فراهم می‌کند که از طریق یک چارچوب مبتنی بر شواهد از «آنچه در حفاظت مؤثر است» از تصمیم‌گیری پشتیبانی می‌کند.
رویکرد مبتنی بر شواهد به حفاظت، مبتنی بر عمل مبتنی بر شواهد است که در پزشکی آغاز شد و بعدها به پرستاری، آموزش، روان‌شناسی و سایر زمینه‌ها گسترش یافت. این بخشی از جنبش بزرگتر به سوی شیوه‌های مبتنی بر شواهد است.

## مرور سیستماتیک
یک مرور سیستماتیک شامل ارزیابی غیرذهنی داده‌ها و شواهد موجود مربوط به مدیریت است. ترکیب نتایج مطالعات مختلف در دوره‌های زمانی، مکان‌ها یا اندازه‌های نمونه متفاوت می‌تواند سوگیری موجود در مطالعات منفرد را کاهش دهد. مرورهای سیستماتیک با مرورهای سنتی از نظر قابل فهم بودن، داوری همتا و تکرارپذیری متفاوت هستند. پروتکل‌های دقیقی برای انجام یک بررسی سیستماتیک کامل و بی‌طرفانه در دسترس هستند.
در یک بررسی سیستماتیک کاکرین، شواهد کمی وجود دارد که نشان دهد فعالیت‌های حفاظت از محیط زیست و بهبود آن می‌تواند بر رفاه و سلامت بزرگسالان تأثیر بگذارد. با این حال، بر اساس بازخورد شرکت‌کنندگان، سطح بالایی از مزایای درک شده وجود دارد.

## خلاصه داستان
بخشی از اجرای یک تحلیل حفاظت مبتنی بر شواهد، مستلزم تهیه خلاصه‌ای از آن است. این به شرح مختصر یک مطالعه واحد یا یک بررسی سیستماتیک اشاره دارد. خلاصه‌ها، وقتی در موضوعات خاص گردآوری شوند، بلوک‌های سازنده خلاصه‌ها را تشکیل می‌دهند.

## خلاصه
خلاصه، گسترده‌تر از خلاصه است و به توصیف استاندارد نتایج استخراج‌شده از چندین مطالعه یا بررسی‌های سیستماتیک در مورد یک موضوع خاص اشاره دارد. خلاصه‌ها به‌طور منظم با در دسترس قرار گرفتن اطلاعات بیشتر به‌روزرسانی می‌شوند و در حالت ایده‌آل از طریق یک فرایند بررسی دقیق تهیه می‌شوند.

## تاریخچه
حفاظت مبتنی بر شواهد از پزشکی مبتنی بر شواهد الهام گرفته شده است. حفاظت مبتنی بر شواهد برای اولین بار در سال ۲۰۰۰ در متون علمی مورد توجه قرار گرفت. در طول دهه گذشته، روش‌شناسی تولید مرورهای سیستماتیک (مثلاً پروتکل‌ها، نقشه‌های سیستماتیک) بهبود یافته و استاندارد شده است. علاوه بر این، چندین شبکه همکاری تشکیل شده و دو مجله راه‌اندازی شده است. همکاری برای شواهد زیست‌محیطی مجله‌ای با عنوان شواهد زیست‌محیطی دارد که به انتشار بررسی‌های سیستماتیک، پروتکل‌های بررسی و نقشه‌های سیستماتیک در مورد تأثیرات فعالیت‌های انسانی و اثربخشی مداخلات مدیریتی اختصاص دارد. در حال حاضر مراکزی در استرالیا، سوئد، آفریقای جنوبی، کانادا، فرانسه و بریتانیا دارد. گروه شواهد حفاظتی، مجله‌ای با عنوان شواهد حفاظتی دارد که در سال ۲۰۰۴ برای مستندسازی اثربخشی مداخلات حفاظتی راه‌اندازی شد. شواهد حفاظت، یک مخزن پایگاه داده مبتنی بر وب است که تلاش‌ها، برنامه‌ها و تحقیقات حفاظتی در مورد تنوع زیستی و محیط زیست را بر اساس انتشارات با کیفیت بالا و بررسی‌شده، سیستماتیک و دسترسی به آنها را فراهم می‌کند.

## نقد
از آنجایی که حفاظت مبتنی بر شواهد بر اساس داده‌های اولیه در مورد مداخلات است، به اندازه داده‌های موجود معتبر است. حتی زمانی که داده‌ها در دسترس هستند، برخی از نویسندگان خاطرنشان کرده‌اند که حفاظت مبتنی بر شواهد ممکن است به‌طور معمول در تصمیم‌گیری برای مدیریت و سیاست‌های حفاظتی مورد استفاده قرار نگیرد. اغلب ممکن است بین علمی که تولید می‌شود و مداخلات مدیریتی انجام شده، گسستگی وجود داشته باشد. در منابع روایی سه دلیل برای این امر ذکر شده است:
1. دامنه سوالات علمی ممکن است به‌طور کافی الزامات مدیریتی را پوشش ندهد (این به معنای فقدان «شواهد قابل اجرا» برای مدیریت است)،
2. تحقیقات علمی انجام شده نیازهای مدیریتی را پوشش می‌دهد، با این حال توصیه‌های حاصل از شواهد ممکن است به دلیل محدودیت‌های عملی (زمان، بودجه مالی و غیره) برای اجرا امکان‌پذیر نباشند.
3. متخصصان حفاظت از محیط زیست به شواهد دسترسی ندارند. اغلب مقالات ژورنالی داوری‌شده توسط دانشمندان، به‌صورت رایگان (دسترسی آزاد) در دسترس نیستند یا از اصطلاحات پیچیده‌ای استفاده می‌کنند که مدیران ممکن است همیشه آنها را درک نکنند. در یک نظرسنجی در شرق انگلستان، مشخص شد که مدیران پارک‌ها تنها ۲٫۴٪ از اطلاعات خود را از منابع علمی اولیه دریافت می‌کنند. این مناطق نیاز به توجه بیشتر در آینده دارند.

حفاظت مبتنی بر شواهد در گذشته نیز به دلیل نادیده گرفتن اشکال سنتی دانش و تجربه مورد انتقاد قرار گرفته است. با این حال، مراحل حفاظت مبتنی بر شواهد می‌تواند به گونه‌ای طراحی شود که اشکال سنتی دانش را نیز در نظر بگیرد.